# Kees van Wonderen
Cornelis "Kees" Hendricus van Wonderen (født 4. januar 1969 i Bergen, Holland) er en tidligere hollandsk fodboldspiller, der spillede som midterforsvarer hos Æresdivisions-klubberne NAC Breda, NEC Nijmegen og Feyenoord. Længst tid tilbragte han hos Feyenoord, der var hans klub i otte sæsoner, og med hvem han vandt både det hollandske mesterskab i 1999 og UEFA Cuppen i 2002.

## Landshold
Van Wonderen spillede i årene mellem 1998 og 1999 fem kampe for Hollands landshold. 

## Titler
Æresdivisionen
- 1999 med Feyenoord

UEFA Cup
- 2002 med Feyenoord